# Souhvězdí Hadonoše
Hadonoš (Ophiuchus) je jedním z 88 moderních souhvězdí, patří ale i k 48 souhvězdím uvedených již v Ptolemaiově Almagestu. Leží na nebeském rovníku, proto je alespoň jeho část viditelná ze všech míst na světě. Hadonoš je i jedním ze 13 souhvězdí, kterými prochází ekliptika, takže patří mezi zvířetníková souhvězdí. Od 29. listopadu do 17. prosince se zde nachází Slunce, ale podle tradiční astrologie toto období připadá na souhvězdí Střelce.
Severně od Hadonoše (Ophiuchus) je Herkules (Hercules), jihozápadně Střelec (Sagittarius), jihovýchodně Štír (Scorpius), na východě je Hlava hada (Serpens Caput) a Váhy (Libra), zatímco na západě je Orel (Aquila), Štít (Scutum) a Ocas hada (Serpens cauda). Hlava a Ocas hada, ačkoli spolu nesousedí, tvoří jediné oficiální souhvězdí Had (Serpens). Odpradávna byl Hadonoš a Had součástí jediného souhvězdí, ale při ustanovení nových hranic souhvězdí v roce 1930 bylo rozděleno na dvě.
V tomto souhvězdí se nachází několik hvězd patřících mezi nejbližší ke sluneční soustavě, přitom Barnardova šipka je po třech složkách systému Alfa Centauri nejbližší hvězdou ke Slunci. Nachází se jen necelých 6 světelných let od Země, ale pouhým okem viditelná není.
V roce 1604 vzplanula v tomto souhvězdí Keplerova supernova, poslední supernova pozorovaná v naší Galaxii. Supernova vzdálená nanejvýš 6 kiloparseků byla viditelná pouhým okem a v době maximálního jasu zastínila každou hvězdu noční oblohy.
Souhvězdí obsahuje 25 kulových hvězdokup
a 7 z nich je tak jasných, že byly zařazeny do Messierova katalogu a je možné je vidět i triedrem.
Více kulových hvězdokup než v Hadonoši je pouze v sousedním souhvězdí Střelce.

## Významné objekty

### Hvězdy
Souhvězdí Hadonoše obsahuje 5 hvězd jasnějších 3. magnitudy:
| Hvězda | Jméno      | Hvězdná velikost |
| ------ | ---------- | ---------------- |
| α Oph  | Rasalhague | 2,07m            |
| η Oph  | Sabik      | 2,42m            |
| ζ Oph  | Han        | 2,56m            |
| δ Oph  | Yed Prior  | 2,73m            |
| β Oph  | Cebalrai   | 2,77m            |

α Oph (Ras Alhague, arabsky رأس الحواء‎ „hlava krotitele hadů“) je nejjasnější hvězdou v Hadonoši. Je to dvojhvězda vzdálená od Země 47 světelných let, kterou tvoří bílá hvězda spektrální třídy A5 s hmotností 2,4 hmotností Slunce a její slabší průvodce, který není běžnými hvězdářskými dalekohledy viditelný.

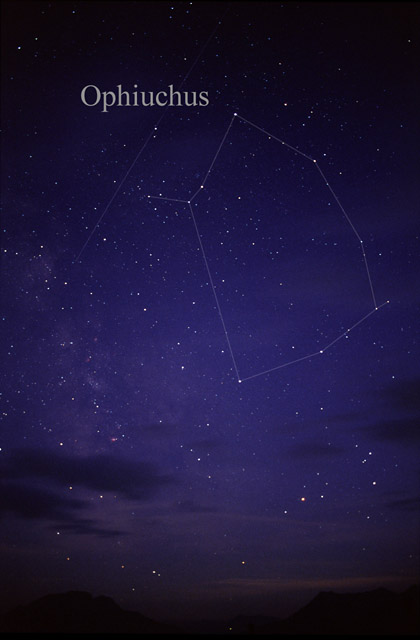
Barevná fotografie souhvězdí Hadonoše, jak může být vidět pouhým okem.

η Oph (Sabik, arabsky: „první přicházející“) je druhou nejjasnější hvězdou v Hadonoši (Bayerovo označení obvykle přiřazuje druhé nejjasnější hvězdě v souhvězdí písmeno „β“, ale souhvězdí Hadonoše je v tomto ohledu jednou z mnoha výjimek, protože jsou jeho nejjasnější hvězdy označeny spíše podle své polohy).
Také Sabik je dvojhvězda, kterou nelze rozlišit běžnými hvězdářskými dalekohledy. Od Země je vzdálená asi 85 světelných let, na obloze dosahuje magnitudy 2,4 a jejími složkami jsou dvě bílé hvězdy s magnitudami 3,1 a 3,6.
ζ Oph (Han) má magnitudu 2,6 a je to mladá horká hvězda spektrální třídy O9, která je od Země vzdálená kolem 450 světelných let. Její hmotnost je 20 násobkem hmotnosti Slunce.
Její jas je velmi výrazně tlumen mezihvězdným prachem, jinak by dosahovala magnitudy 1.
δ Oph (Yed Prior, „yed“ znamená arabsky „ruka“, „prior“ latinsky „přednější“, představuje přední část levé ruky Hadonoše)
leží na hranici se souhvězdím Hada, má magnitudu 2,7 a od Země je vzdálená 170 světelných let. Jde o červeného obra spektrální třídy M1, jehož červené zbarvení je rozeznatelné i pouhýma očima.
β Oph (Cebalrai, arabsky „pastýřův pes“) dosahuje magnitudy 2,77 a je to oranžový obr spektrální třídy K2 vzdálený od Země 82 světelných let.

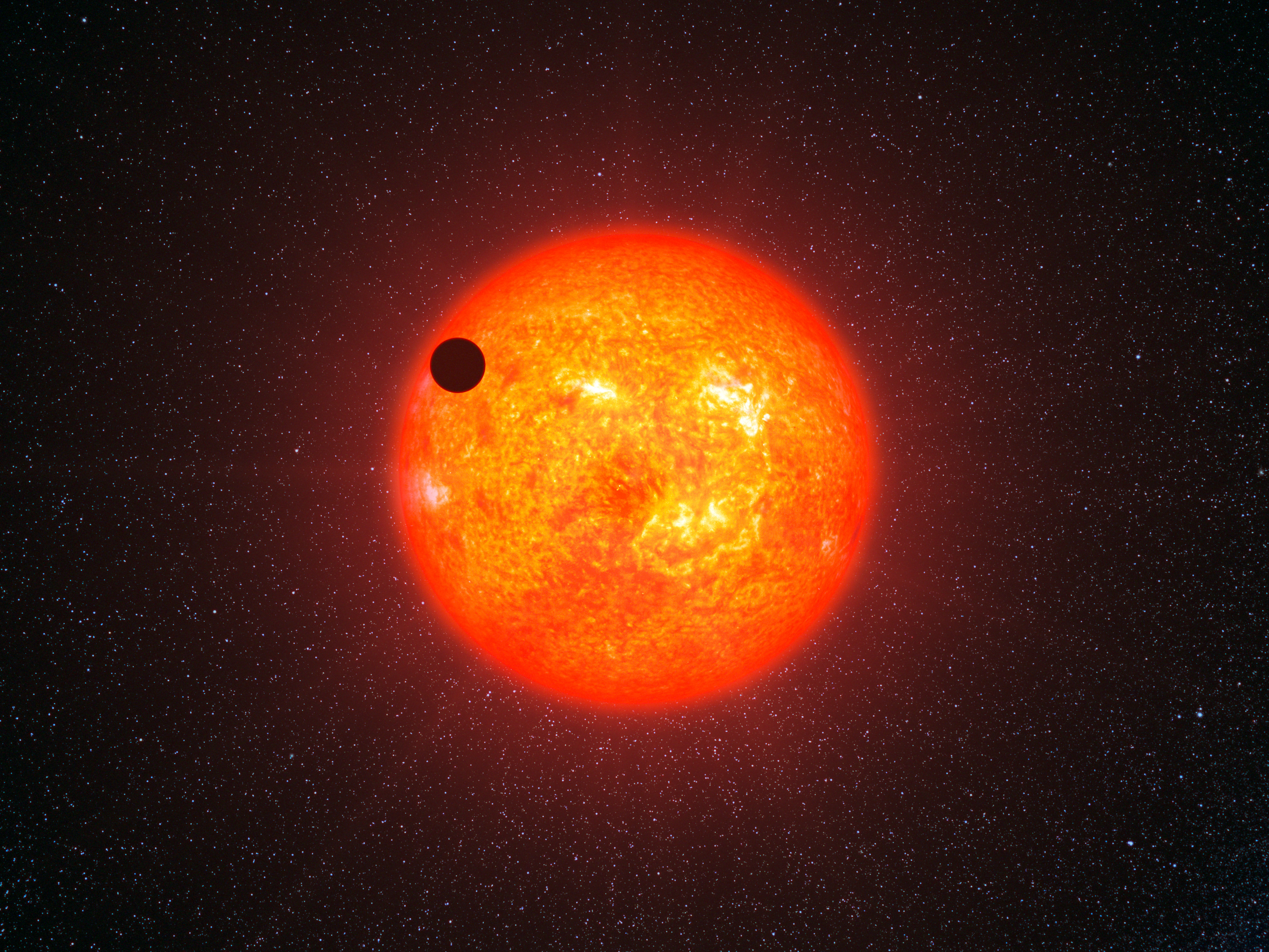
Umělecká představa exoplanety GJ 1214 b. Autor: ESO/L. Calçada

Barnardova šipka je hvězda s největším vlastním pohybem na obloze a ve střední Evropě je to po Slunci druhá nejbližší pozorovatelná hvězda, vzdálená od Země pouze 6 světelných let. K jejímu spatření je však nutný dalekohled o průměru alespoň 60 mm, protože má magnitudu 9,5. Je to červený trpaslík třídy M4, který má pouze 17 % sluneční hmotnosti. Nejblíže ke Slunci, vzdálená pouhé asi 4 světelné roky, by se měla nacházet za přibližně 10 000 let. V roce 2018 u ní byla objevena kamenná exoplaneta s hmotností více než trojnásobnou proti Zemi.
Její označení je Barnardova hvězda b.
V Hadonoši se také nacházejí dvojhvězdné systémy 36 Ophiuchi a 70 Ophiuchi, které se oba skládají ze dvou oranžových trpaslíků podobných Slunci, ale chladnějších a slabších. Oba systémy jsou od Země méně než 20 světelných let daleko a dají se rozlišit i malými dalekohledy. 36 Ophiuchi má navíc ještě třetího oranžového trpaslíka, který je vidět 12 úhlových minut východně od hlavní dvojhvězdy.
GJ 1214 b je exoplaneta obíhající kolem červeného trpaslíka GJ 1214, který je od Země vzdálen 42 světelných let. Exoplaneta byla nalezena v roce 2009, má šestinásobek hmotnosti Země a svoji mateřskou hvězdu obíhá po velmi výstředné dráze.

### Objekty hlubokého vesmíru

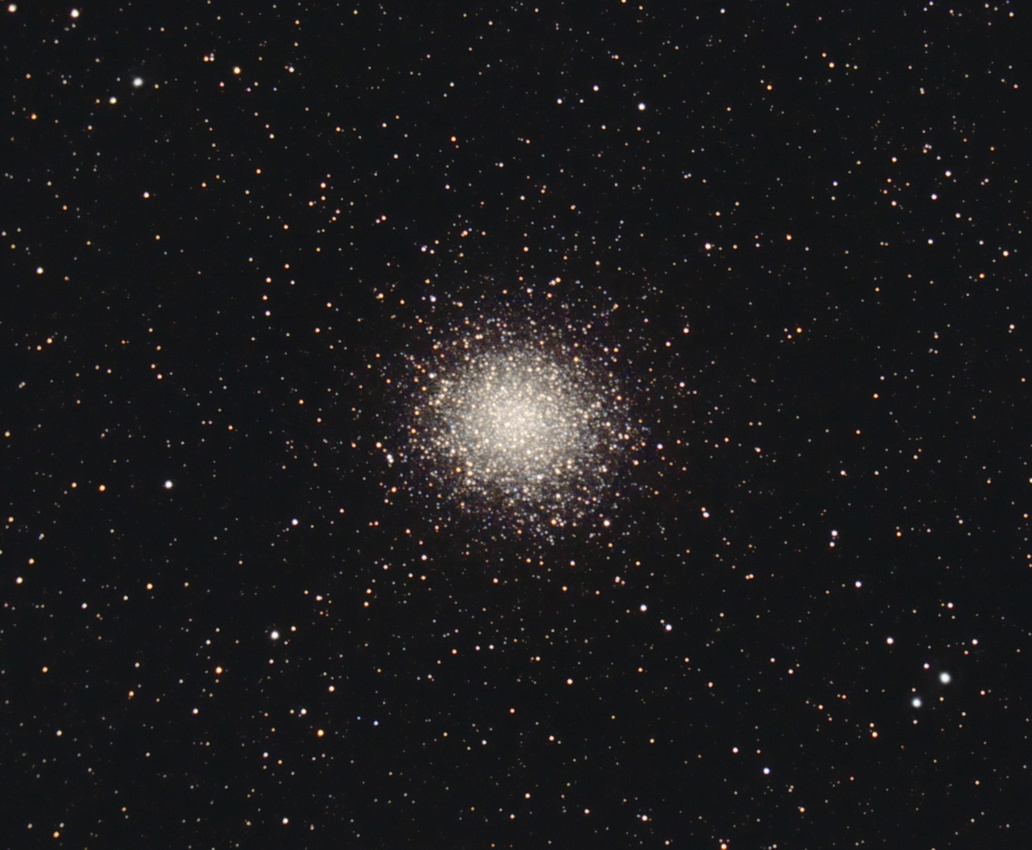
M14 na amatérském snímku. Autor: Hunter Wilson

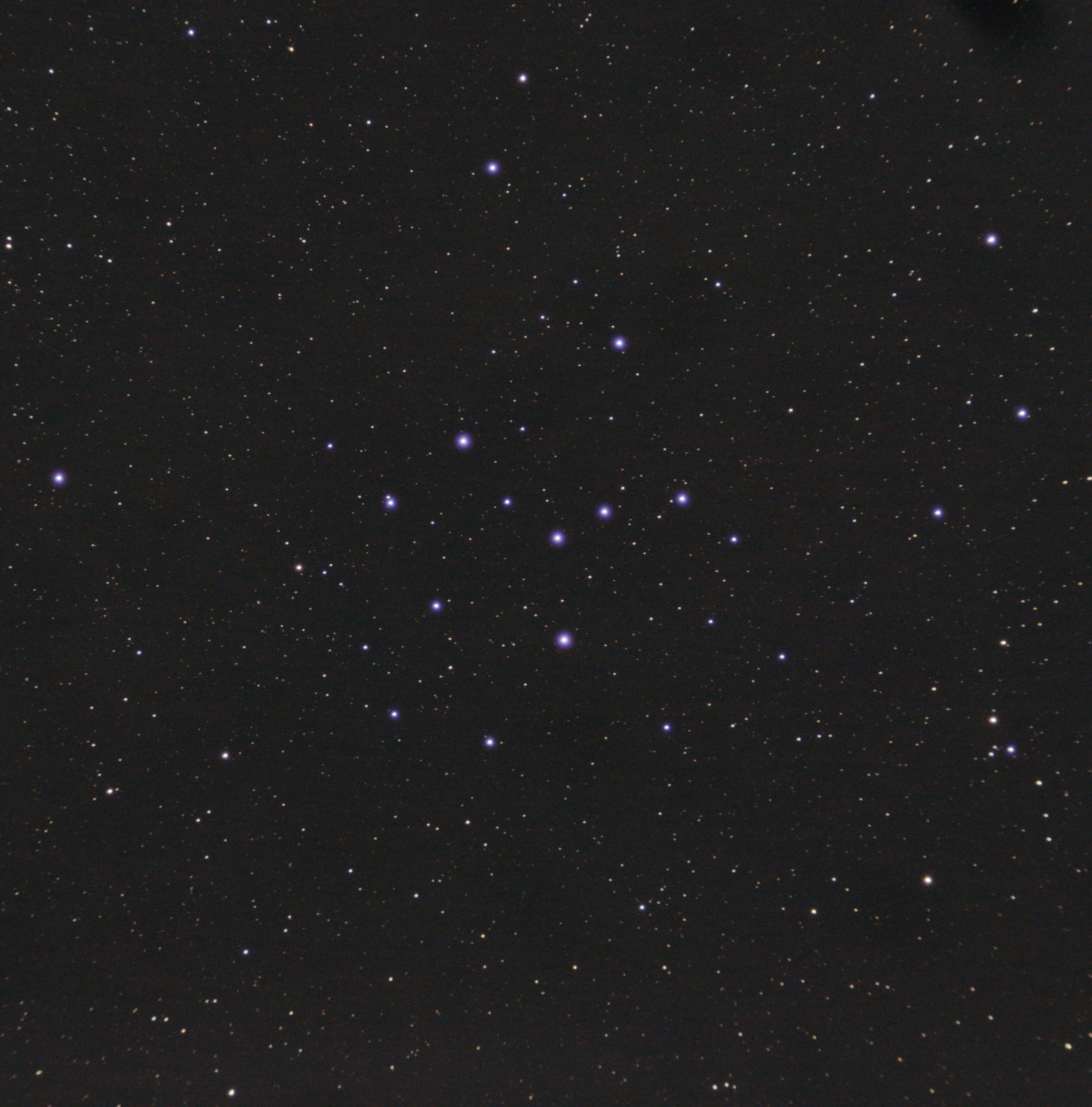
Otevřená hvězdokupa IC 4665

Kulové hvězdokupy
V souhvězdí Hadonoše se nachází 25 kulových hvězdokup a není to náhoda. Sousední souhvězdí Střelce je totiž místem oblohy, ve kterém se při pohledu ze Země nachází střed Galaxie. Právě hojný výskyt kulových hvězdokup v této části oblohy vedl v roce 1917 Harlowa Shapleyho k myšlence, že se střed Galaxie musí nacházet ve velké vzdálenosti od Země směrem k souhvězdí Střelce. Ze 25 je jich 7 tak jasných, že se dostaly do Messierova katalogu.

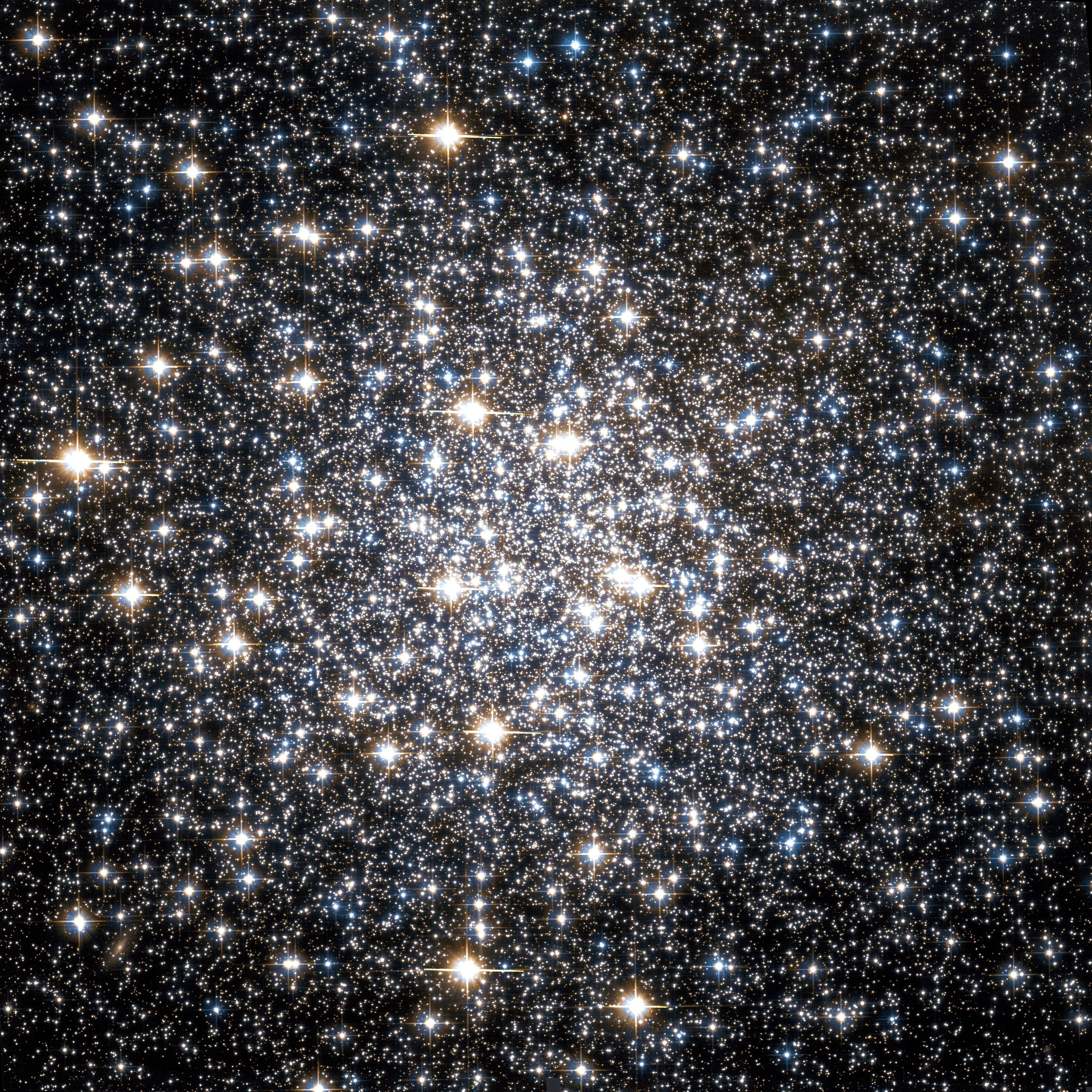
M10 na snímku z Hubbleova vesmírného dalekohledu

Nejjasnější kulovou hvězdokupou v souhvězdí Hadonoše je Messier 62 (M 62), ale leží na jižním okraji souhvězdí u hranice se souhvězdím Štíra, takže ve střední Evropě vychází pouze nízko nad obzor. Díky své jasnosti 6,45 magnitudy
je však viditelná i triedrem. Od Země je vzdálená 22 tisíc světelných let, ale od jádra Galaxie necelých 6 000 světelných let, takže slapová síla jádra způsobuje protažení jejího tvaru.
Další jasnou kulovou hvězdokupou je Messier 10, která se svou vzdáleností 14 tisíc světelných let leží mnohem blíže k Zemi než M 62 a díky tomu má také větší úhlovou velikost 20′.
Několik jednotlivých hvězd se v ní dá rozeznat i středně velkým hvězdářským dalekohledem.
Messier 12 je málo zhuštěná kulová hvězdokupa 9. stupně podle Shapleyho–Sawyerové klasifikace.
V porovnání s M 10 je o trochu vzdálenější, má menší úhlovou velikost a je trochu méně jasná.
Messier 19 leží necelých 5 000 světelných let od jádra Galaxie a je ještě protaženější než M 62, takže je dokonce považována za nejoválnější známou kulovou hvězdokupu.
Messier 14 má absolutní hvězdnou velikost -9,0 tedy větší než další jasné kulové hvězdokupy tohoto souhvězdí, M 10 a M 12 (větší absolutní hvězdnou velikost -9,1 má pouze M 62), které ovšem leží blíže k Zemi a zdají se tedy být jasnější. Svítivost hvězdokupy je srovnatelná se 400 000 sluncí.
I tato hvězdokupa je viditelná triedrem, ale na hvězdy ji začíná rozkládat až velký hvězdářský dalekohled.
Za příznivých podmínek je triedrem viditelná i kulová hvězdokupa Messier 9, která také leží blízko jádra Galaxie. Její magnituda je 7,7 a na severozápadní straně ji částečně zastiňuje temná mlhovina Barnard 64.
V malých dalekohledech je snadno viditelná i kulová hvězdokupa Messier 107, která má magnitudu 7,9. Dosahuje 10. stupně podle Shapleyho–Sawyerové klasifikace, takže je uprostřed pouze slabě zhuštěná.
80′ severovýchodně od M 9 leží NGC 6356, která je od Země vzdálená 48 000 světelných let a má magnitudu 8,25. V jižním výběžku souhvězdí se dají malým až středním dalekohledem vyhledat ještě další slabší kulové hvězdokupy, například NGC 6284, NGC 6293, NGC 6304, NGC 6316 a NGC 6355.
Otevřené hvězdokupy
Nejjasnější, nejrozsáhlejší a k Zemi velmi blízkou otevřenou hvězdokupou tohoto souhvězdí je Melotte 186 (Cr 359), která má úhlovou velikost 240′ (4°), od Země je vzdálená kolem 800 světelných let
a protože je 3. magnitudy,
je viditelná i pouhým okem.
IC 4665 je mladá jasná a rozsáhlá otevřená hvězdokupa s magnitudou 4,2
vzdálená od Země pouhých 1 150 světelných let. Je velmi jasná, takže je na tmavé obloze viditelná i pouhým okem jako mlhavá skvrna, ale nejlépe je viditelná triedrem, protože v dalekohledech už se nemusí vejít do zorného pole. Její stáří je kolem 40 milionů let.
Také NGC 6633 je velmi jasná a rozsáhlá, takže je vidět pouhým okem jako mlhavá skvrnka, ale s odhadovaným stářím 426 milionů let je alespoň 10x starší než IC 4665. I ona se nachází poměrně blízko k Zemi, vzdálená je pouhých 1 225 světelných let. Její výraznou vlastností je protažený tvar viditelný v triedru. Hvězdářský dalekohled ji rozloží na několik desítek hvězd.
Další rozsáhlou a blízkou otevřenou hvězdokupou je Collinder 350, která má úhlovou velikost 39′ a od Země je vzdálená asi 900 světelných let. Malý dalekohled v ní umožní rozeznat 2 desítky hvězdy slabších 8. magnitudy.
Planetární mlhoviny

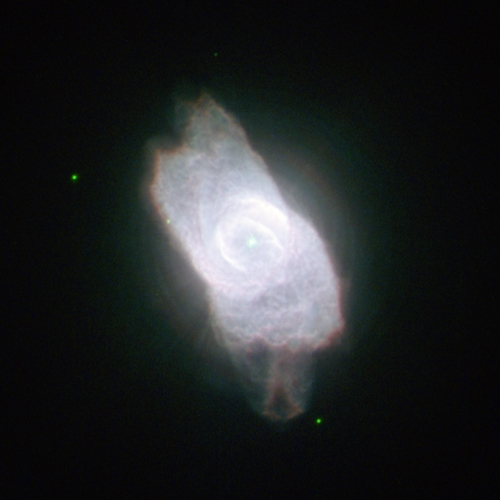
NGC 6572 na snímku z Hubbleova vesmírného dalekohledu

Nejsnadněji pozorovatelnou planetární mlhovinou v Hadonoši je NGC 6572. Při své magnitudě 8 je poměrně jasná, ale má malé rozměry, takže je potřeba pozorovat ji při velkém zvětšení.
Výrazně slabší je mlhovina NGC 6369, která se někdy nazývá Malý duch. Ze střední Evropy je obtížně pozorovatelná, protože vychází jen nízko nad obzor a dosahuje pouze 11. magnitudy. Hlavní prstenec mlhoviny má úhlovou velikost asi 30′. Podobně jasná a podobně velká je i planetární mlhovina NGC 6309.
Temné mlhoviny

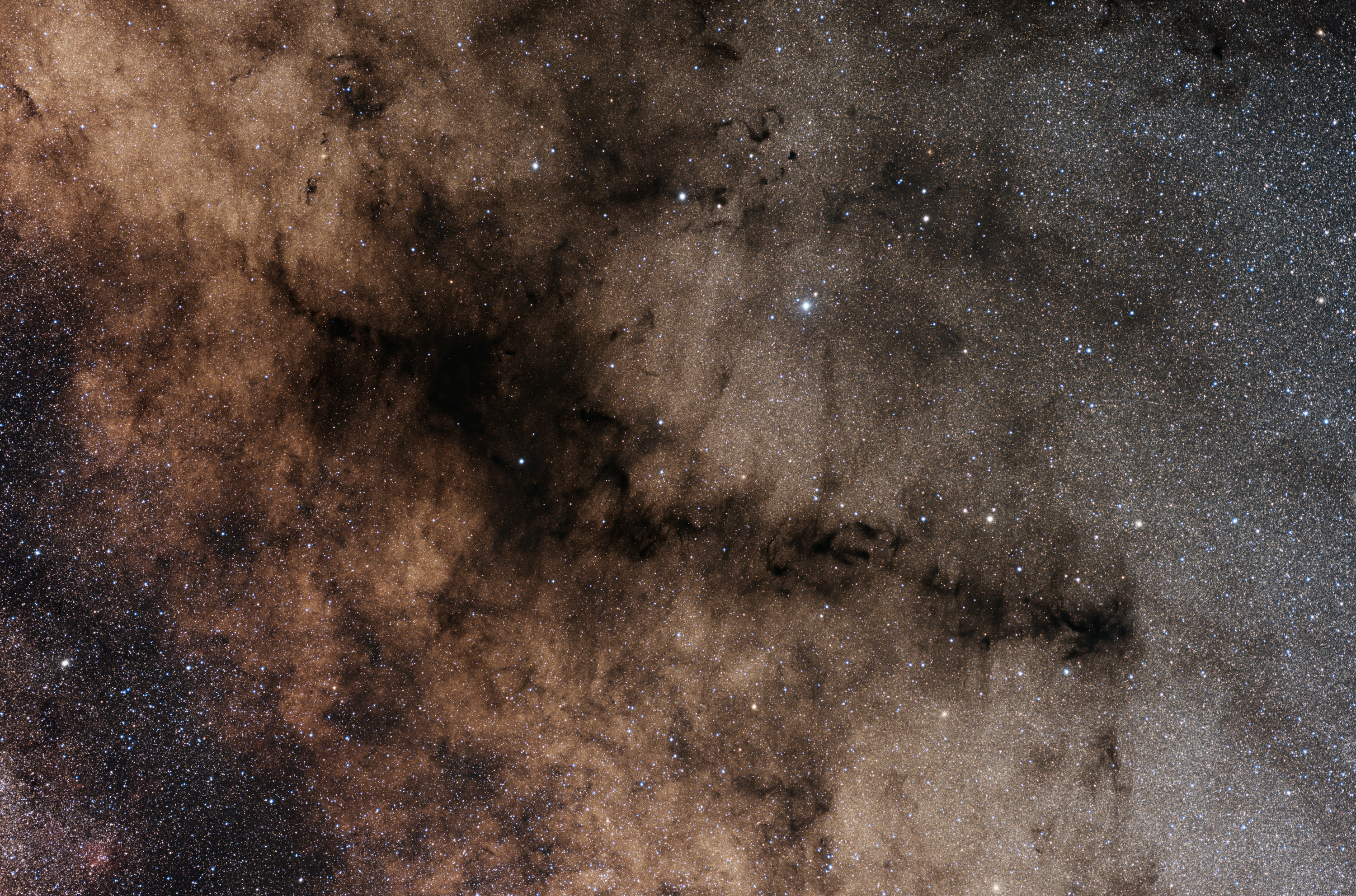
Temná mlhovina Dýmka

Nejvýraznější temnou mlhovinou tohoto souhvězdí je Mlhovina Dýmka. Mlhovina zakrývá hustá pole hvězd na pozadí a svůj název dostala podle svého zahnutého tvaru.
Shlukováním tmavého plynu a prachu v ní vznikají nové hvězdy.
Od Země je vzdálená asi 450 světelných let a její skutečný rozměr je 6 světelných let.
Galaxie
V souhvězdí Hadonoše je možné najít i několik galaxií. Nejjasnější z nich je obří spirální galaxie NGC 6384, která má magnitudu 10,5 a úhlovou velikost 6,0′×4,3′. Je to objekt viditelný až středně velkými hvězdářskými dalekohledy. Tato galaxie je od Země vzdálená asi 80 milionů světelných let.
Zajímavou galaxií je NGC 6240, která ukazuje výsledek doznívajícího sloučení dvou galaxií. Z obou galaxií vycházejí dlouhé proudy srážkou vyvržených hvězd, plynu a prachu a jsou místem, kde překotně vznikají nové hvězdy. Tento objekt je od Země vzdálen 400 milionů světelných let.